# Іслам і насильство
Іслам і насильство — основний ісламський закон передбачає детальні правила використання насильства, зокрема застосування насильства в сім'ї або домогосподарстві, використання тілесних і смертних вироків, а також як, коли і проти кого вести війну.

## Шаріат

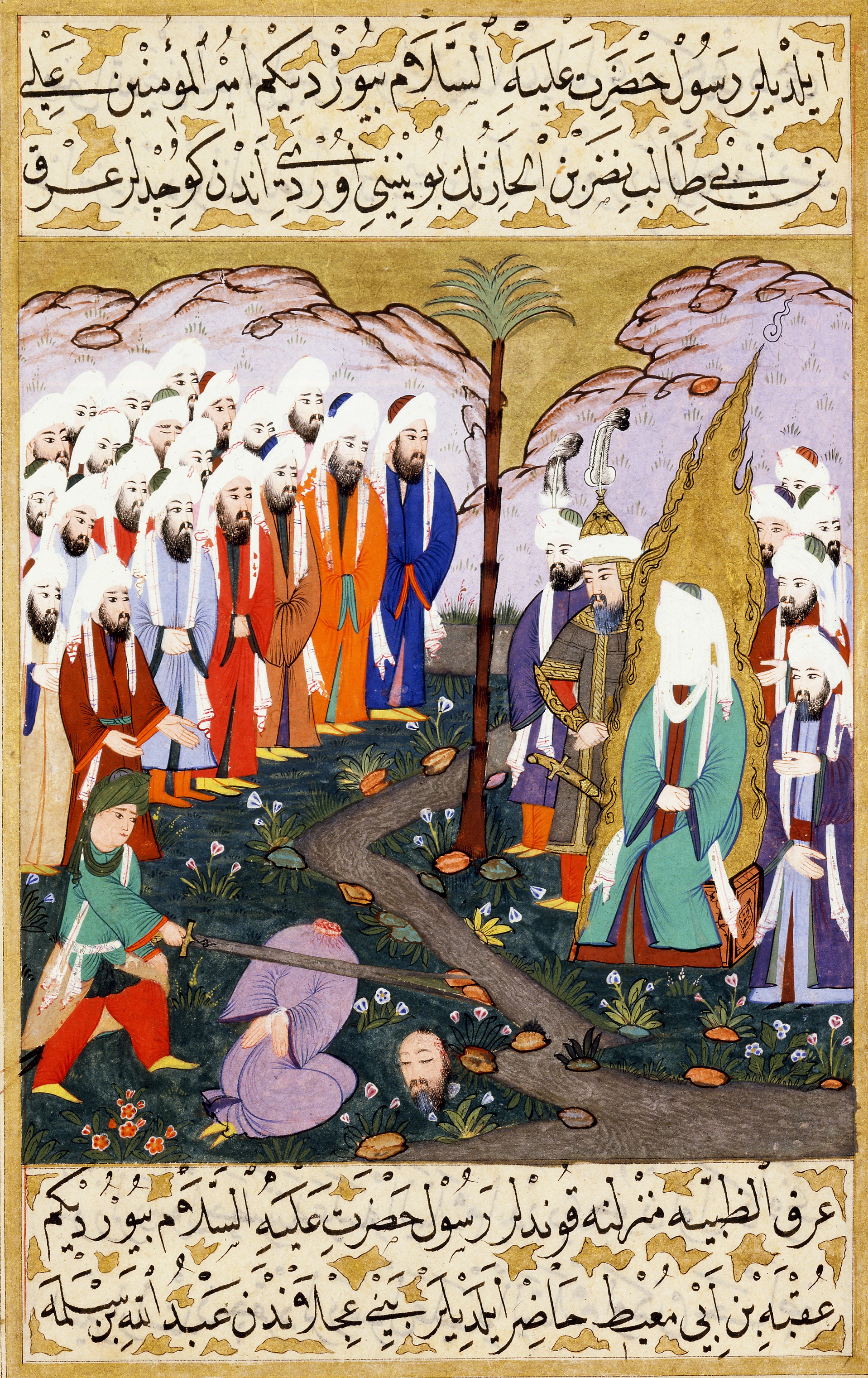
Картина з Сієр-і Небі, Алі обезголовлює Надр ібн аль-Харіса у присутності Мухамеда та його товаришів.

Шаріатський закон є основним ісламським релігійним законом, виплеканим з релігійних заповідей ісламу, зокрема Корану, а також думок і прикладів життя Мухамеда (Хадис і Сунна), які є основними джерелами шаріату. Що стосується тем та питань, які безпосередньо не розглядаються в цих первинних джерелах, але формується шаріат. Визначення відрізняється між різними відгалуженнями ісламу (більшість — суніти та шиїти), а також різними школами юриспруденції, такими як Ханафі, Малікі, Шафії, Ханбалі та Джафарі. Шаріат в цих школах вибудовується ієрархічно з використанням одного або декількох наступних правил: Іджма (як правило, консенсус товаришів Мухамеда), Кіяс (аналогія, отримана з першоджерел), Істихсан (постанову, яка служить інтересам ісламу на розсуд Ісламських юристів) та Урф (порядок доісламського звичаєвого права). Шаріат є важливим джерелом законодавства у різних мусульманських країнах. Деякі застосовують весь шаріат, а саме Саудівська Аравія, Судан, Іран, Ірак, Афганістан, Пакистан, Бруней, Об'єднані Арабські Емірати, Катар, Ємен та Мавританія. У цих країнах шаріатові покарання, такі як обезголовлювання, бичування та побиття камінням, продовжують практикуватися судом або позасудово. Введення шаріату є давньою метою для ісламістських рухів у всьому світі, але спроби нав'язати шаріат супроводжувались полемікою, насильством, та навіть війнами. Різниця між шаріатом і світським правом призвела до суперечки щодо того, чи є шаріат сумісним зі світськими формами правління, правами людини, свободою думки та правами жінок.

## Іслам і війна
Перші військові постанови були сформульовані протягом перших сто років після того, як Мухамед створив ісламську державу в Медіні. Ці постанови складалися відповідно до тлумачень Корану (мусульманських святих писань) та хадисів (записані традиції Мухамада). Основними темами цих рішень була законність ведення війни та оголошення й заборона джихаду. Рішення не охоплюють ворожнечі та збройні конфлікти в цілому. Тисячоліття мусульманських завоювань можна було класифікувати, як технічно релігійну війну.
Деякі вказували на те, що нинішній західний погляд секуляризації на необхідність чіткого «відокремлення між релігією та державою» був лише вперше прийнятий на законодавчому рівні після XVIII століття серед християн в західному світі. Хоча більшість мусульманських урядів, таких як Туреччина та більшість мусульманських колишніх радянських республік, офіційно намагалися включити цей принцип поділу влади в свої уряди, концепція всередині мусульманського світу все ще залишається дещо в стані триваючої еволюції.
Іслам ніколи не мав жодної офіційно визнаної традиції пацифізму, і протягом своєї історії війна була невід'ємною частиною ісламської теологічної системи. З часів Мухамада іслам розглядав війну як законне вираження релігійної віри і прийняв його для захисту ісламу. Протягом приблизно перших тисяч років свого існування використання воєнних дій мусульманських верств населення часто приводило до де-факто насильницького поширення ісламу.
Попри те, що раннє поширення ісламу часто виникало під загрозою військового завоювання, в рамках християнства її раннє поширення часто було питанням політичної доцільності. Меншість суфійського руху в ісламі, що включав у себе певні пацифістичні елементи, часто був офіційно «терпимим» до багатьох урядів мусульманської більшості. Крім того, деякі відомі мусульманські клірики, такі як Абдул Гафар-хан, розробили альтернативні ненасильницькі мусульманські теологічні погляди. Деякі стверджують, що формальне юридичне визначення війни в ісламі є невідворотним і постійним зв'язком всередині ісламу між політичними та релігійними обґрунтуваннями війни. Коранічна концепція джихаду включає в себе як фізичну, так і внутрішню боротьбу.

## Іслам і злочинність
Ісламське кримінальне право є кримінальним законом у відповідності до шаріату. Ісламське право не має окремого корпусу «кримінального права». Тобто розподіляє злочини на три різні категорії в залежності від правопорушення — Худуд (злочини «проти Бога», покарання яких зафіксоване в Корані та Хадісах); Кісас (злочини проти особи або родини, покарання яких рівнозначне відплаті в Корані та хадісах); і Тазір (злочини, покарання яких не вказується в Корані та Хадісах, і залишається на розсуд правителя або Каді, тобто судді). Деякі додають четверту категорію Сіасах (злочини проти уряду), інші вважають її частиною злочинів Хад або Тазір.

## Тероризм
Ісламський тероризм, за визначенням, являє собою терористичні акти, вчинені мусульманськими групами або особами, які сповідують ісламські чи ісламістські мотиви або цілі покладаючись на конкретні тлумачення положень Корану та Хадісів, посилаючись на ісламські тексти, щоби виправдати насильницькі акти, включаючи масові вбивства, геноцид, розбещення дітей та рабство. В останні десятиліття випадки ісламського тероризму сталися в глобальному масштабі, що відбуваються не тільки у державах з більшістю мусульманського населення в Африці та Азії, але й за кордоном у Європі, Росії та Сполучених Штатах, і такі напади спрямовані однаково проти мусульман і не мусульман. У ряді найбільш постраждалих мусульманських регіонів ісламські терористи зустріли збройні групи опору, акції державних діячів і політично ліберальні протистояння проти мусульман терористів.

## Домашнє насильство

Використання за країнами шаріату в юридичних питаннях щодо жінок:
Шаріат не відіграє ніякої ролі в судовій системі
Шаріат застосовується до питань особистого статусу
Шаріат застосовується повністю, включаючи кримінальне право
Регіональні відмінності в застосуванні шаріату

В ісламі (певні тлумачення Сури, Ан-Ніза, 34 в Корані) визнають, що чоловік, який бив дружину — мав дозвіл, але це було оскаржено.
Ряд феміністичних авторок, як-от лідерка фемінізму другої хвилі та дослідниця насильства проти жінок в ісламі Філліс Чеслер, доводять зв'язок ісламу з насильством проти жінок, особливо у вигляді вбивств честі. Інші дослідниці, як-от Тахіра Шахід Хан, професорка з жіночих питань в Університеті Ага Хан Пакистану, стверджують, що саме панування чоловіків та нижчий статус жінок у суспільстві, а не релігія, ведуть до цього. Громадський (наприклад, через ЗМІ) та політичний дискурси відносин ісламу, імміграції та насильства проти жінок дуже суперечливі в багатьох країнах Заходу.
Багато вчених заявляють, що законом шаріату заохочується домашнє насильство проти жінок, виправдовуване тим, що чоловік підозрює в дружині нушуз (непокору, нелояльність, бунт, погану поведінку). Інші вчені заявляють, що нашиза не відповідає сучасним поглядам на Коран. Деякі консервативні переклади показують, що мусульманським чоловікам дозволяється діяти так, як в арабській Ідрібухуна, з використанням «легкої сили», а іноді як страйк, удар, покарання чи побиття. Сучасний єгипетський вчений Абд аль-Хейлім Абу Шака називає думку юриста Ібн Гаджара аль-Аскалані, середньовічного шафіїта і сунітського вченого з ісламу, який представляє ціле царство Шайх аль-Ісламу та аль-Шокані Єменський салафський вчений з ісламу, юрист і реформатор, який заявляє, що побиття дозволяється лише у надзвичайних випадках. Деякі ісламські вчені та коментатори підкреслили, що удар, навіть де це дозволено, не повинен бути жорстоким.
Інші тлумачення тексту стверджують, що не підтримують побиття жінок. Варіації в інтерпретації обумовлені різними школами ісламської юриспруденції, історіями та політикою релігійних установ, перетворенням, реформами та освітою.
Незважаючи на те, що іслам дозволяє жінкам розлучитися через насильство в сім'ї, вони підпадають під дію законів своєї нації, які можуть зробити жінці досить важкою процедуру отримання розлучення. У повазі до Сури 4:34, багато мусульманських народів за законом шаріату відмовилися розглядати справи про домашнє насильство або судити за ними.

## Сексуальне насильство
Зіна в ісламському праві сповідується в чотирьох школах сунітського фікху (ісламської юриспруденції), так і в двох школах Шіа фікх, стосовно незаконних сексуальних відносин між неодруженими мусульманами через Нікху. Включає позашлюбний секс та дошлюбний секс, такий, як перелюб (сексуальні відносини за згодою поза шлюбом), блуд (статевий акт за згодою між двома неодруженими особами), нелегальний секс із дівчиною-рабинею та гомосексуальність (секс за згодою між людьми однієї статі). Традиційно одружений або неодружений мусульманин може мати секс поза шлюбом з не мусульманською дівчиною-рабинею за її згодою або без неї.
Згідно з Кораном 24:4, доказом того, що статевий акт відбувся, вважаються чотири очевидці статевого акту, який повинен був бути вчинений чоловіком та жінкою, які не є законно одруженими, і цей акт повинен був бути навмисним. Доказ може також визначатися зізнанням учасників статевого акту. Але це сповідування повинно бути добровільним і засвідчене на юридичному засіданні; воно повинно бути повторене в чотирьох окремих випадках і зроблене людиною, яка є здоровою. В іншому випадку обвинуваченому надають вирок про наклеп (що означає призначення покарання бичуванням або тюремне ув'язнення), і його свідчення виключають з усіх майбутніх судових справ. Між ісламськими вченими існують розбіжності з приводу того чи свідчення жінок є припустимим у справах Зіни (для інших злочинів, шаріат вважає, що два свідчення жінок прирівняні до свідчення одного чоловіка).
Зіна є злочином Гудуд, зазначеного в кількох сагихських хадисах, які заслуговують покарання з камінням (Раджм). В інших випадках каміння призначається як покарання за нелегальний секс між чоловіком і жінкою. У деяких сунах описується спосіб каменування, спочатку копають яму і частково ховають нижню частину людини в ній. Базуючись на цих хадісах, у деяких мусульманських країнах одружені перелюбники засуджуються до смертної кари, тоді як секс за згодою між неодруженими людьми «засуджується 100 разів». Перелюб можна покарати до сотні ударів, хоча це не є обов'язковим, і остаточне рішення завжди буде за суддєю, призначеного державою або громадою. Однак у Корані не згадується про каміння або смертну кару за перелюб, лише згадується про прикріплення до покарання за перелюб. Тим не менше, більшість вчених стверджують, що існує достатньо доказів того, що хадіси отримали постанову карати.
Закон про шаріат робить відмінність перелюбства від зґвалтування та застосовує різні правила. У випадку зґвалтування дорослий чоловік-злочинець (тобто ґвалтівник) такого вчинку повинен одержати хадзін, але жінка, яка не погоджується або не має згоди (жертва насильства за злочином), вчинок якої довели чотири очевидця, слід розглядати як невинний зін і звільнений від хадового покарання. Визнання з розкаянням та чотири свідчення на підставі судового переслідування зіни зустрічаються рідко. Більшість випадків судового переслідування є випадками, коли жінка завагітніла, або коли вона була зґвалтована, шукає справедливості, а влада шаріату стягує її за звістку замість належного розслідування ґвалтівника. Деякі фікхи (школи ісламської юриспруденції) створили принцип шубха (сумніву), в якому не буде ніяких звинувачень, якщо мусульманка стверджує, що вважає, що він займався сексом з жінкою, з якою він був одружений або з жінкою, якій він належав як раб.
Зіна звертається лише до незаконності статевих актів між вільними мусульманами; зґвалтування не мусульманської рабині не є злочином, оскільки діяння вважається злочином не проти зґвалтованої рабині, а проти власника раби.
Закони про зіну і зґвалтування у країнах, що знаходяться під законом шаріату, є предметом глобальних дебатів з прав людини та одним з багатьох питань реформ та інтернаціональної боротьби щодо ісламу. Сучасні активісти з прав людини називають це новим етапом в політиці гендеру в ісламі, боротьбі між силами традиціоналізму та модернізму в мусульманському світі, а також використання релігійних текстів ісламу через державні закони для санкцій і практики гендерного насильства.
На відміну від правозахисників, ісламські вчені та ісламістські політичні партії розглядають аргументи «універсального права людини» як нав'язування мусульманській культурі не мусульманської культури, неповага до традиційних культурних практик та сексуальних кодексів, які є основними для ісламу. Закони зіни потрапляють під гудуд — сприймаються як злочин проти Аллаха; ісламісти посилаються на такий тиск і пропозиції щодо реформування закону та інших законів, що суперечать ісламу. Спроби міжнародного права людини реформувати релігійні закони та кодекси ісламу стали ісламістською точкою протистояння під час політичних кампаній.

### Насильство щодо ЛГБТ
У Корані містяться сім посилань на долю «людей Лута», і їх знищення пов'язане з їхніми сексуальними вчинками: Враховуючи те, що Коран є нібито невизначеним щодо покарання гомосексуалів, ісламські юристи звернулися до збірок хадисів і сіра (про життя Мухамада), щоб підтримати їх аргументи на покарання Худуд. Були різні погляди на те, як слід було провести смертну кару над представниками нетрадиційної сексуальної орієнтації. Очевидно, що Абу-Бакр рекомендував скинути зі стіни злочинця або ж спалювати їх живцем, тоді як Алі ібн Абу Таліб вказав заподіяти смерть побиттям камінням і було вказував скинути їх з вершини мінарету Ібн Аббас, щоби останнє покарання супроводжували побиттям камінням. За рідкісним винятком, всі вчені шаріату або мусульманського права інтерпретують гомосексуальну діяльність як карний злочин і гріх одночасно. Проте не передбачено конкретного покарання, і це, як правило, залишається на розсуд місцевої влади щодо ісламу. Існує кілька методів, за допомогою яких шаріатські юристи виступають за покарання сексуально активних геїв та лесбійок. Однією з форм виконання вироку, щодо засуджених за гомосексуальні дії, є закидання камінням на смерть натовпом мусульман. Інші мусульманські юристи встановили іджму, що ті, хто здійснює гомосексуальні дії, їх треба викидати з дахів або висот, і це є позицією більшості салафітів.
Сьогодні в більшості ісламського світу гомосексуальність не є соціально чи юридично прийнятим. У Афганістані, Брунею, секторі Газа, Ірані, Мавританії, Нігерії, Саудівській Аравії, Судані, Об'єднаних Арабських Еміратах та Ємені, за гомосексуальну діяльність — смертна кара. В інших, таких як Алжир, Мальдіви, Малайзія, Пакистан, Катар, Сомалі та Сирія, це незаконно.
Одностатевий сексуальний контакт є легальним у 20 мусульманських країнах (Албанія, Азербайджан, Бахрейн, Боснія і Герцеговина, Буркіна-Фасо, Чад, Джибуті, Гвінея-Бісау, Ліван, Ірак, Йорданія, Казахстан, Косово, Киргизстан, Малі, Нігер, Таджикистан, Туреччина, Західний берег (штат Палестина) та більшість Індонезії (за винятком провінції Ачех та Південна Суматра, де ухвалені акти про права ЛГБТ), а також Північний Кіпр). У Албанії, Лівані та Туреччині йшлося про легалізацію одностатевого шлюбу. Гомосексуальні стосунки між жінками легальні в Кувейті, Туркменістані та Узбекистані, але гомосексуальні дії між чоловіками є незаконними.
Більшість країн-мусульман та Організація Ісламського співробітництва (або «ОІК») виступають проти дій, спрямованих на просування прав ЛГБТ в Організації Об'єднаних Націй, Генеральної Асамблеї та Комісії з прав людини ООН. У травні 2016 р. група з 51 мусульманських держав блокувала 11 гей і транссексуальних організацій від участі в нараді високого рівня при Організації Об'єднаних Націй по боротьбі зі СНІДом. Проте Албанія, Гвінея-Бісау та Сьєрра-Леоне підписали Декларацію ООН про підтримку прав ЛГБТ. Косово, а також (міжнародно не визнана) мусульманська більшість Турецької республіки Північного Кіпру також мають антидискримінаційні закони.
З 12 червня 2016 р. в масовій стрільбі в геївському нічному клубі в Орландо (штат Флорида), було вбито щонайменше 49 людей та 50 отримали поранення у другій смертельній масовій стрілянині, і є найнебезпечнішим випадком насильства щодо ЛГБТ-людей в історії США. Стрілець, Омар Матін, обіцяв вірність ІДІЛ. Цей акт трактувався слідчими як ісламський терористичний акт та злочин на ґрунті ненависті, незважаючи на те, що він страждав від проблем психічного здоров'я, і діяв окремо. Після подальшого розгляду, слідчі зазначили, що Омар Матін мав ознаки радикалізації, що свідчить про те, що обіцянка стрільця щодо ІДІЛ може бути розрахунковим кроком. Афганістан, Алжир, Азербайджан, Бахрейн, Джибуті, Єгипет, Ірак, Іран, Пакистан, Саудівська Аравія, Туреччина, Туркменістан і Об'єднані Арабські Емірати засудили напад. Багато американських мусульман, включаючи лідерів громади, засудили напад. Молитви за жертв пройшли в мечетях по всій країні. Флорідська мечеть, де іноді молився Матін, виступила із заявою, засудивши напад та заявивши співчуття жертвам. Рада з американсько-ісламських відносин назвала атаку «жахливою» і висловила співчуття жертвам. Рада американо-ісламських відносин Флориди закликала мусульман пожертвувати кров'ю і виділяти кошти на підтримку сімей потерпілих.

## Відступництво
Відступництво в ісламі зазвичай визначається як свідома відмова від ісламу мусульманським словом або через дію. Більшість вважає, що відступництво в ісламі є певною формою релігійних злочинів.
Визначення відступництва (апостазії) в ісламі та його відповідне покарання є суперечливими, і вони відрізняються між ісламськими вченими. Відступництво в ісламі може включати в себе не лише відмову від ісламу мусульманином та навернення його до іншої релігії або приєднання до атеїстичних переконань, а й заперечення будь-якого «основного принципу віросповідання» ісламу, такого як божественність Бога, пророцтва з Мухамада, знущання над віросповіданням або поклоняючись ідолам. Термін «апостат» (або «муртад») також використовувався щодо людей в релігіях поза ісламом, наприклад, бахаї в Ірані, але які жодного разу не були мусульманами. Відступництво в ісламі не включає в себе дії проти ісламу або переходу до іншої релігії, яка є небажаною, через психічні розлади, примусовою або зробленою як приховування від страху перед переслідуванням або під час війни (Такія або Кітман).
Історично більшість ісламських вчених вважали апостазію кримінальним злочином, а також гріхом, прирівняним до вчинення про державну зраду, що карається смертною карою, згідно ісламського закону про відступництво та покарання, яке є одним з незмінних законів ісламу. Покарання за відступництво передбачає державне примусове анулювання раніше укладеного шлюбу, відбирання дітей та конфіскацію майна з автоматичним призначенням опікунів та спадкоємців, а також смертну кару для відступників, як правило, після періоду очікування, щоби дати апостатові час покаятися і навернутися до ісламу. Жінки-апостати можуть бути страчені, за даними Шафії, Малікі та Ханбалі, школи сунітської ісламської юриспруденції (фікх) або ув'язнені доти, поки вона не навернеться до ісламу, що підтримується школою сунітської ханафі і шиїтськими науковцями. Репатріація, що вважається покаранням юристів політично. Ранні ісламські вчені не погоджувалися із смертю та призначили нескінченне позбавлення волі на змушування покаятися. Ганафійський юрист Сарахсі закликав до різноманітних покарань релігійних апостатів, крадіїв, політиків й зрадників. Деякі сучасні вчені також стверджують, що смертна кара є невідповідним покаранням, що суперечить Коранові 88:21-22 або «не примушування до релігії»; і що це не є загальним правилом, а прийнято в той час, коли рання мусульманська громада зіткнулася з ворогами, які загрожували його єдності, безпеці, і повинні були запобігати та покарати дезертирів та державних зрадників і повинні були застосовані лише тоді, коли апостазія стає механізмом суспільної непокори і розладу (фітна). За словами Халід Абу-ель-Фадл, помірні мусульмани відкидають таке покарання.
Мусульманська секта Ахмаді вважає, що немає покарання за відступництво, ні в Корані, ні у навчанні засновника ісламу Мухамеда. Ця позиція секти Ахмаді не є широко прийнятою в інших сектах ісламу, і секта Ахмаді визнає, що основні секти мають різну інтерпретацію та визначення апостазії в ісламі: Улема серед основних сект ісламу вважає і мусульманську секту Ахмаді як кафір-невірні (18-25) і апостати (8).
Відповідно до чинного законодавства в ісламських країнах фактичне покарання за апостат коливається щодо строку покарання позбавлення волі. Ісламські народи з шаріатськими судами використовують цивільний кодекс, щоби позбавити шлюбу мусульманських апостатів (щоби не розмножувалися біологічно) і позбавити їх права на догляд дитини (щоби не впливали на виховання нового покоління), а також права його спадщини (соціально принизити) за відступництво. Двадцять три країни з мусульманами, починаючи з 2013 р., були охоплені відступництвом від ісламу через свої кримінальні закони. Сьогодні апостазія є злочином у 23 із 49 більшості мусульманських країн; У багатьох інших мусульманських країнах, таких як Індонезія та Марокко, на апостазію побічно поширюються інші закони. У деяких країнах, наприклад, в Ірані та Саудівській Аравії, існує кримінальна відповідальність (смертна кара), хоча страти за відступництво зустрічаються рідко. Відступництво є законним у світських мусульманських країнах, таких як Туреччина. У багатьох ісламських країнах багато людей були заарештовані та покарані за апостазію без будь-яких вчинених злочинів пов'язаних із капіталом. У доповіді 2013 р., що базується на міжнародному опитуванні релігійних настроїв, більш ніж 50 % мусульманського населення в 6 ісламських країнах підтримують смертну кару для будь-якого мусульманина, який покидає іслам виявляючи свободу совісті (робить апостазію). Аналогічне опитування мусульманського населення у Сполученому Королівстві в 2007 р. виявило, що майже третина віруючих віком від 16 до 24 років вважали, що мусульмани, які переходять в іншу релігію, повинні бути страчені, тоді як лише менше п'ятої частини тих, хто старше 55 років вважає так само.

## Нотатки
1. ↑  Абдулла Юсуф Алі[en] в коментарях до Корану зазначає, що «у випадку сімейних потрясіннях згадуються чотири етапи, що приймаються в такому порядку: (1) Можливо, достатньо вербальних порад або нагадування; (2) якщо ні, то сексуальні відносини можуть бути припинені; 3) якщо цього недостатньо, може бути введено деяку незначну фізичну корекцію, але Імам Шафіті вважає це недоцільним, хоча і допустимим, і всі органи влади одностайні, принижуючи будь-яку жорстокість, навіть неприємного виду, як це зазначено в наступному положенні; (4) якщо все це не вдається, сімейна рада рекомендована у розділі 4:35.»[50]
2. ↑  Ібн Касір ад-Дімашкі записав у своєму Тафсір аль-Коран аль-Азім, що "Ібн Абас і деякі інші сказали, що Ая згадує про побиття, яке не є насильницьким", - сказав Аль-Хасан Аль-Басрі, що це означає, що це б'ється не суворо."[54]